# Нефёдов, Василий Фёдорович
Василий Фёдорович Нефёдов (1920—1950) — лейтенант Советской Армии, участник Великой Отечественной войны, Герой Советского Союза (1943).

## Биография
Василий Нефёдов родился 25 сентября 1920 года в селе Рождественское (ныне — Рассказовский район Тамбовской области). Окончил семь классов школы и школу механиков-шофёров. В 1939 году Нефёдов был призван на службу в Рабоче-крестьянскую Красную Армию. Окончил полковую школу. С июля 1941 года — на фронтах Великой Отечественной войны. В 1943 году окончил Харьковское артиллерийское училище.

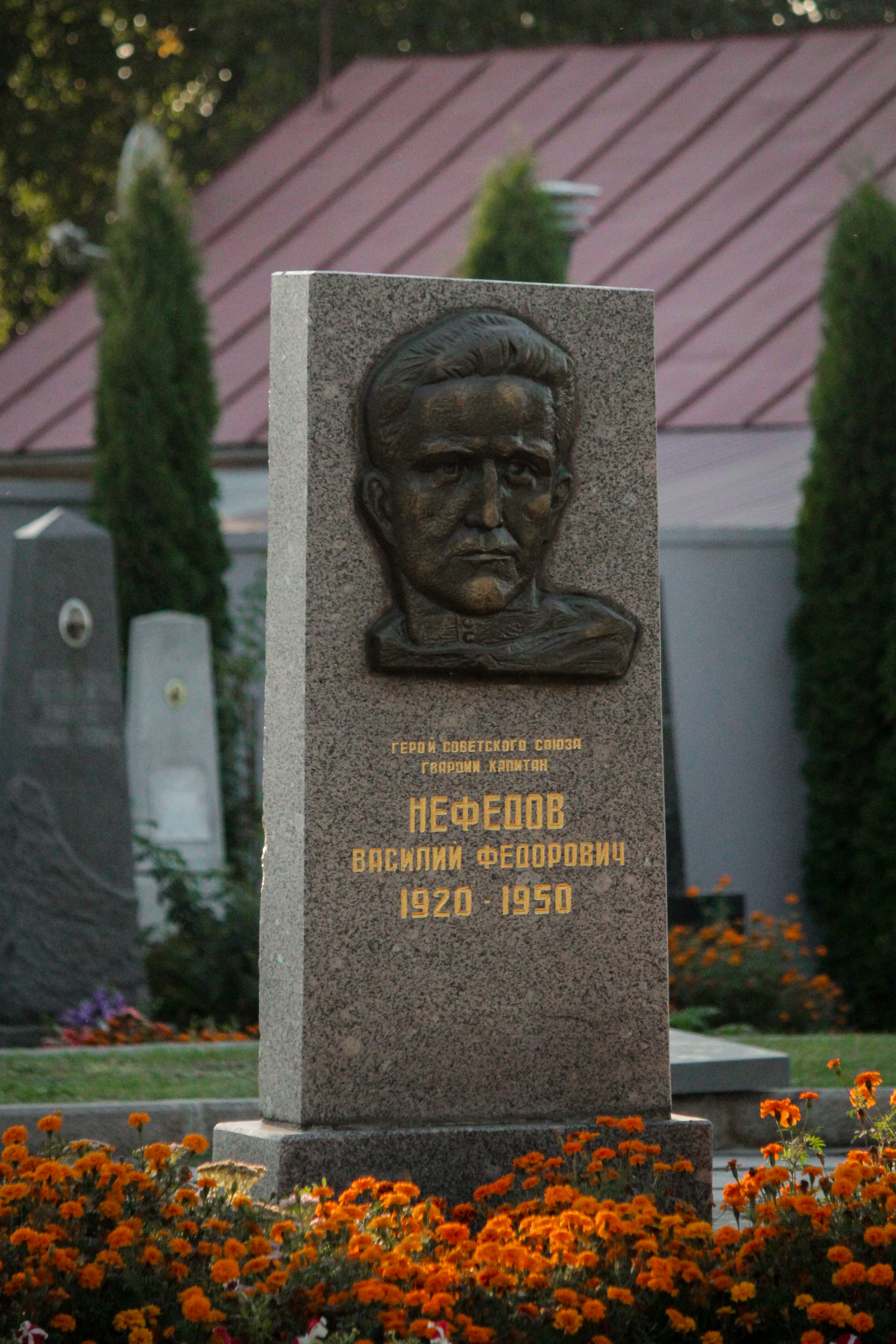
Надгробный памятник на могиле В. Ф. Нефёдова в городе Ровно, Украина.

К июлю 1943 года лейтенант Василий Нефёдов командовал огневым взводом 611-го истребительно-противотанкового артиллерийского полка 6-й гвардейской армии Воронежского фронта. Отличился во время Курской битвы. 5 июля 1943 года взвод Нефёдова в районе села Черкасское Яковлевского района Белгородской области отразил крупную немецкую танковую контратаку. В критический момент того боя Нефёдов заменил собой выбывшего из строя наводчика и лично подбил шесть танков противника. 20 августа 1943 года у села Колонтаево того же района Нефёдов, приняв на себя командование батареей, отразил немецкую контратаку, уничтожив 6 танков и 1 самоходное артиллерийское орудие противника.
Указом Президиума Верховного Совета СССР от 21 сентября 1943 года за «образцовое выполнение боевых заданий командования на фронте борьбы с немецкими захватчиками и проявленные при этом мужество и героизм» лейтенант Василий Нефёдов был удостоен высокого звания Героя Советского Союза с вручением ордена Ленина и медали «Золотая Звезда» за номером 2577.
В 1948 году Нефёдов был уволен в запас. Проживал и работал в Ровно. В советской и российской историографии указывалось, что Нефёдов в составе силовых подразделений участвовал в боях с бандеровскими формированиями. 24 сентября 1950 года в бою получил смертельное ранение.
В действительности: 24 сентября 1950 в 20.30 через с. Ярыновка Березновского района Ровенской обл. в направлении Костополя следовали четыре грузовика с арматурой. Их сопровождал начальник отдела снабжения Ровенского облуправления жилищного строительства Василий Нефедов. В с. Яриновка грузовик остановил участковый уполномоченный милиции мл. лейтенант Дмитрий Панюшко и потребовал у Нефедова продемонстрировать документы на право вывоза арматуры. Далее цитата из документа: «Нефёдов документы предъявить отказался и предложил рабочим, ехавшей вместе с ним на автомашинах, убрать с дороги Панюшко. В завязавшейся драке участковый Уполномоченный милиции Панюшко применил оружие и выстрелом из пистолета убил Героя Советского Союза — Нефёдова».
Похоронен на Мемориальном кладбище советских воинов и партизан в городе Ровно, Украина.
Был также награждён орденами Отечественной войны 1-й степени и Красной Звезды, рядом медалей.